# Samsung B2100
Samsung B2100 Solid – telefon komórkowy wypuszczony na rynek w maju 2009 roku przez firmę Samsung Electronics. Spełnia normę IP57 oraz standard amerykańskiej armii MIL-STD-810f. Telefon umożliwia wysyłanie SMSów, MMSów oraz wiadomości EMS. W Samsung B2100 Solid można zapisać ponad 1000 kontaktów.

## Dane

### Łączność
Samsung B2100 Solid posiada:
- Bluetooth
- CSD
- HSCSD
- GPRS (Class 10)
- EDGE (Class 10)
- WAP (xHTML)

## Pozostałe funkcje
- Aparat fotograficzny (1,3 Mpix, wideo)
- Kalendarz
- Lista zadań
- Notatnik
- Zegarek
- Budzik
- Stoper
- Minutnik
- Polifonia
- Dyktafon
- Radio
- Odtwarzacz mp3